# New Stuyahok
New Stuyahok és una població dels Estats Units a l'estat d'Alaska. Segons el cens del 2007 tenia 478 habitants.

## Demografia
Segons el cens del 2000, New Stuyahok tenia 471 habitants, 105 habitatges, i 91 famílies La densitat de població era de 5,6 habitants/km².
Dels 105 habitatges en un 57,1% hi vivien nens de menys de 18 anys, en un 56,2% hi vivien parelles casades, en un 21% dones solteres, i en un 13,3% no eren unitats familiars. En l'11,4% dels habitatges hi vivien persones soles l'1,9% de les quals corresponia a persones de 65 anys o més que vivien soles. El nombre mitjà de persones vivint en cada habitatge era de 4,49 i el nombre mitjà de persones que vivien en cada família era de 4,87.
Per edats la població es repartia de la següent manera: un 40,8% tenia menys de 18 anys, un 10,4% entre 18 i 24, un 27,8% entre 25 i 44, un 16,6% de 45 a 60 i un 4,5% 65 anys o més.
L'edat mediana era de 24 anys. Per cada 100 dones hi havia 122,2 homes. Per cada 100 dones de 18 o més anys hi havia 108,2 homes.
La renda mediana per habitatge era de 26.042 $ i la renda mediana per família de 26.458 $. Els homes tenien una renda mediana de 31.250 $ mentre que les dones 41.250 $. La renda per capita de la població era de 7.931 $. Aproximadament el 32,6% de les famílies i el 31,7% de la població estaven per davall del llindar de pobresa.

## Poblacions més properes
El següent diagrama mostra les poblacions més properes.